# 和色本
和色本（？—1856年），字士达，号勿斋，辉发那拉氏，满洲正蓝旗人，清朝政治人物、進士出身。
道光壬午举人，癸未联捷进士，翰林院庶吉士。道光五年，任戶部緞匹庫大使。道光十五年，任詹事府主簿。道光十七年，任倉場委用。道光十八年，改倉場監督。道光十九年，任左贊善。道光二十年，改右中允。道光二十年，任翰林院侍講。道光二十三年，改左中允、司經局洗馬。任日講起居注官。同年任翰林院侍講學士。道光二十四年，升任翰林院侍讀學士。道光二十六年，任詹事府詹事。道光二十七年，稽查左翼覺羅官學。道光二十八年，任東陵西陵查禮大臣。次年，任內閣學士、禮部侍郎銜。道光二十九年，任稽查中書科事務、冊封朝鮮國王副使。道光三十年，任理藩院右侍郎。咸豐二年，任正藍旗漢軍副都統、會試覆試閱卷大臣。后授繙譯閱卷大臣、朝考閱卷大臣，管理新舊營房。咸豐二年，任盛京禮部侍郎，管理宗室覺羅官學。咸豐三年，兼管奉天府府尹、協同管理內務府事務。后管理移居宗室事務。
胞弟穆特本，道光壬辰翻译进士。